# ددپول (فیلم)
ددپول (انگلیسی: Deadpool) فیلم ابرقهرمانی آمریکایی سال ۲۰۱۶ است که بر پایهٔ شخصیتی از مارول کامیکس به همین نام ساخته شد. این فیلم که به‌وسیلهٔ کمپانی فاکس قرن بیستم توزیع شده‌است، اسپین‌آفی از مجموعه فیلم‌های مردان ایکس و به‌طور کلی قسمت هشتم این مجموعه است. این فیلم به‌وسیلهٔ تیم میلر کارگردانی و به‌وسیلهٔ رت ریس و پال ورنیک نویسندگی شد و رایان رینولدز در نقش اصلی، در کنار مورنا باکارین، اد اسکرین، تی جی میلر، جینا کارانو و برایانا هیلدبرند بازیگران آن هستند. در این فیلم، وید ویلسون مردی را شکار می‌کند که به او توانایی‌های جهش‌یافته و ظاهری به لحاظ فیزیکی زخم‌خورده داده و تبدیل به ضدقهرمان، یعنی ددپول می‌شود.
توسعهٔ فیلمی از ددپول با بازی رینولدز در فوریهٔ ۲۰۰۴ آغاز شد؛ پیش از اینکه او در سال ۲۰۰۹ نقش این شخصیت را در خاستگاه مردان ایکس: ولورین بازی کرد. ریس و ورنیک در سال ۲۰۱۰ برای نوشتن یک اسپین‌آف استخدام شدند، و پس از اینکه حضور رینولدز در ولورین مورد انتقاد قرار گرفت، آن‌ها با او کار کردند تا شخصیت را با وفاداری بیشتری اقتباس کنند (از جمله شکستن دیوار چهارم او). میلر در سال ۲۰۱۱ استخدام شد و این فیلم نخستین تجربهٔ کارگردانی بلند او بود. بازخورد مشتاقانه به فیلم خام آزمایشی لورفته که او با رینولدز ایجاد کرد، منجر به چراغ سبز فاکس در سال ۲۰۱۴ شد. انتخاب بازیگران دیگر در اوایل سال ۲۰۱۵ آغاز شد و فیلمبرداری از مارس تا مهٔ همان سال در ونکوور، بریتیش کلمبیا صورت گرفت. چند معامله‌گر جلوه‌های بصری فیلم را فراهم کردند که شامل خون برای ساخت شخصیت تصویرسازی کامپیوتری، یعنی کلوسوس می‌شد.
ددپول پس نوعی کمپین بازاریابی غیر متعارف در ۱۲ فوریهٔ ۲۰۱۶ در ایالات متحده منتشر شد. این فیلم به موفقیت مالی و هنری دست یافت. این فیلم بیش از ۷۸۲ میلیون دلار در مقابل بودجه ۵۸ میلیون دلاری آن به دست آورد و به نهمین فیلم پرفروش سال ۲۰۱۶ تبدیل شد و رکوردهای متعددی شامل پرفروش‌ترین فیلم با رتبه آر در آن زمان را شکست. منتقدان نقش‌آفرینی رینولدز، سبک فیلم و وفاداری به کمیک‌ها، همراه با سکانس‌های اکشن آن را ستودند، اما برخی طرح داستانی آن را کلیشه‌ای دانستند و در مورد طنز بزرگسالانهٔ فیلم اختلاف نظر داشتند. ددپول جوایز و نامزدی بسیاری از جمله دو جایزه فیلم به انتخاب منتقدان و دو نامزدی گلدن گلوب کسب کرد.
دنباله‌ای با عنوان ددپول ۲ در سال ۲۰۱۸ منتشر شد و موفقیت قیاس‌پذیری از نظر منتقدان و تجاری داشت. به‌دنبال اکتساب فاکس قرن بیست و یکم توسط والت دیزنی، حقوق انتشار فیلم این شخصیت در کنار مردان ایکس و چهار شگفت‌انگیز به مارول استودیوز بازگردانده شد. سومین فیلم با عنوان ددپول و ولورین که در دنیای سینمایی مارول ادغام گردید، در ژوئیه ۲۰۲۴ به عنوان فیلمی در فاز پنجم دنیای سینمایی مارول منتشر شد.

## داستان
وید ویلسون از نیروهای ویژه اخراج می‌شود و با ونسا که یک روسپی است آشنا می‌شود. آن‌ها با هم وارد رابطه می‌شوند و یک سال بعد، ونسا پیشنهاد ازدواج وید را می‌پذیرد. وقتی مشخص می‌شود وید به سرطان مبتلاست، بدون هیچ حرفی ونسا را ترک می‌کند. 
مردی مرموز به او نزدیک می‌شود و پیشنهاد می‌کند می‌تواند سرطانش را درمان کند. او پیش آژاکس و انجل داست رفته و سرمی می‌گیرد که قرار است ژن‌های جهش‌یافته و پنهانش را بیدار کند. آن‌ها چند روز ویلسون را شکنجه می‌دهند ولی اتفاقی نمی‌افتد. ویلسون در یک محفظه پرفشار رها می‌شود و تا مرز خفگی پیش می‌رود ولی نهایتاً قدرت التیام فراانسانی در او بیدار شده و سرطان درمان می‌شود. ولی سراسر تنش پر از زخم‌هایی شبیه سوختگی می‌شود. 
ویلسون به دنبال ونسا می‌رود. اما هویتش را فاش نمی‌کند چون از واکنش او نسبت به ظاهرش می‌ترسد. نهایتاً تصمیم می‌گیرد آژاکس را پیدا کند. او تبدیل به پارتیزانی ماسک‌دار به نام ددپول می‌شود و همخانه پیرزنی نابینا به نام آل می‌شود. ددپول افراد زیادی را می‌کشد تا نهایتاً توسط مرد مرموز از مخفیگاه آژاکس مطلع می‌شود. او آژاکس را گیر می‌اندازد و به دنبال درمان زخم‌هایش است ولی کلوسوس و نگاسونیک تین‌ایج ورهد از راه می‌رسند. کلوسوس از ددپول می‌خواهد به مردان اکس بپیوندد. آژاکس از این فرصت استفاده کرده و فرار می‌کند و به طریقی از ماجرای ونسا باخبر می‌شود.
آژاکس ونسا را می‌دزدد. ددپول با کمک کلوسوس و نگاسونیک به آژاکس و انجل داست می‌جنگد. آژاکس می‌گوید درمانی برای زخم های ددپول وجود ندارد، پس ددپول او را می کشد. در آخر ونسا با ددپول آشتی می کند.

## بازیگران
- رایان رینولدز در نقش وید ویلسون / ددپول
- مورنا باکارین در نقش ونسا
- اد اسکرین در نقش آژاکس / فرانسیس فریمن
- تی جی میلر در نقش ویزل
- جینا کارانو در نقش مورلاکس (غبار فرشته)
- لزلی اوگامس در نقش بلایند آل
- برایانا هیلدبرند در نقش نگاسونیک
- استفان کاپیچیچ صداپیشه شخصیت کلوسوس